# Alguien tiene que morir
Alguien tiene que morir es una miniserie española-mexicana de Netflix creada por Manolo Caro, también creador de la exitosa serie La casa de las flores. La serie de tres episodios tiene lugar en 1954 en España y gira en torno a una sociedad conservadora y tradicional durante el franquismo, "donde las apariencias y los lazos familiares juegan una función clave". Cuenta con un reparto protagonizado por Carmen Maura y Cecilia Suárez.La serie fue producida por Woo Films, Noc Noc Cinema y Netflix.

## Sinopsis
Un hombre joven regresa a España de México donde vivió algunos años. Trae consigo a un amigo bailarín de ballet, Lázaro, cuya presencia desafiará a la sociedad conservadora. Encima, sus padres le anuncian que han arreglado un matrimonio para él.

## Reparto
Una lista del reparto se publicó en octubre de 2019 en Cosmopolitan.

### Reparto principal
- Carmen Maura como Amparo Falcón, la madre de Gregorio.
- Cecilia Suárez como Mina Falcón, la madre de Gabino y esposa de Gregorio.
- Ernesto Alterio como Gregorio Falcón, el padre de Gabino y marido de Mina.
- Alejandro Speitzer como Gabino Falcón, un joven español que acaba de llegar de México.
- Isaac Hernández como Lázaro, un bailarín mexicano que acompaña a Gabino hasta España.
- Ester Expósito como Cayetana Aldama, la prometida de Gabino.
- Carlos Cuevas como Alonso Aldama, un viejo amigo de Gabino y hermano de Cayetana.
- Mariola Fuentes como Rosario, la empleada de la casa y guardadora de muchos secretos.
- Pilar Castro como Belén Aldama, madre de Cayetana y Alonso.
- Juan Carlos Vellido como Santos Aldama, padre de Cayetana y Alonso.
- Eduardo Casanova como Carlos, preso.
- Manuel Morón como Don Federico, jefe de Gregorio.
- Javier Pereira como Enrique, hijo de Rosario.

### Reparto secundario
- Iván Sánchez como Jaime
- Abril Montilla como Isabel
- Javier Morgade como Martín
- Eloi Costa como Pedro
- Bruno Sevilla como Javier
- Miri Pérez-Cabrero como Cristina

## Capítulos
| N.º | Título               | Dirigido por | Escrito por                                  | Fecha de lanzamiento original |
| --- | -------------------- | ------------ | -------------------------------------------- | ----------------------------- |
| 1   | «Soltar la presa»    | Manolo Caro  | Manolo Caro, Monika Revilla y Fernando Pérez | 16 de octubre de 2020         |
| 2   | «Tomar puntería»     | Manolo Caro  | Manolo Caro, Monika Revilla y Fernando Pérez | 16 de octubre de 2020         |
| 3   | «Apretar el gatillo» | Manolo Caro  | Manolo Caro, Monika Revilla y Fernando Pérez | 16 de octubre de 2020         |

## Producción
Después del éxito de La Casa de Flores, Caro firmó un trato exclusivo con Netflix, y empezó la producción de la miniserie Alguien tiene que morir. Caro dirige y produce la serie, y la coescribe con Fernando Pérez (Arde Madrid, Aída) y Monika Revilla (La casa de las flores, Juana Inés). La serie trata temas como la homofobia, el conservadurismo, la familia y el cambio.
La serie es el  primer trabajo de Caro enteramente hecho en España, y su primer trabajo fuera de la comedia. Algunas partes de la segunda temporada de La Casa de Flores fueron filmadas en España, con Manuel Betancourt sugiriendo que el país había devenido su "musa más tardía". La serie comenzó el rodaje en  Madrid el 23 de octubre de 2019.
Caro ha llamado el reparto de la serie "un sueño". Ya había trabajado con varios de ellos antes. Cecilia Suárez es su colaboradora constante y Eduardo Casanova estuvo en las escenas españolas de La Casa de Flores. Betancourt escribió que la inclusión de la "Musa de Pedro Almodóvar" Carmen Maura hace de la serie un "acontecimiento necesario de ver". Maura había visitado a Caro y a Suárez mientras filmaban en Madrid para La Casa de Flores en febrero de 2019 para hablar de la serie. Es la primera actuación para el bailarín mexicano Isaac Hernández, quién está "considerado uno de los mejores bailarines del mundo". John Hopewell de Variety escribió que, al poner a actrices como Maura y Suárez juntas, Caro está "fomentando el sistema de estrellas en el idioma español".
|
En 2021 , es elegida dentro de la octava edición de los premios platinos para representar a México en categoría de miniserie con 4 nominaciones.